# Az Autókereskedők epizódjainak listája
Ez a szócikk a Autókereskedők című sorozat epizódjait listázza.
Mike Brewer és Edd China klasszikus autókat vesznek és javítanak. Mike megvásárolja az autókat, Edd pedig felújítja, amiket Mike hoz a műhelybe. Mike feladata a szükséges alkatrészek beszerzése, később pedig a helyrehozott autók haszonnal történő értékesítése. 
Később Edd China kilép a sorozatból és átveszi a helyét Ant Anstead, aki szintén autószerelő.
Mike Brewer: klasszikus autókat vesz és eladja a feljavított autókat.
Edd China: autószerelő, aki megszereli az autókat amit Mike megvesz. (1. évad-13. évad) Edd China Kilép a sorozatból.

Ant Anstead: autószerelő, aki megszereli az autókat amit Mike megvesz. (14. évad-16. évad) Ant Anstead az új autószerelő.

Marc „Elvis” Priestley: autószerelő aki megszereli az autókat amit Mike megvesz. (17. évad).

## Évadáttekintés
| Évad | Évad | Részek száma | Részek száma | Eredeti sugárzás    | Eredeti sugárzás     | Eredeti adó       | Magyar sugárzás | Magyar sugárzás | Magyar adó                             |
| Évad | Évad | Részek száma | Részek száma | Évadbemutató        | Évadzáró             | Eredeti adó       | Évadbemutató    | Évadzáró        | Magyar adó                             |
| ---- | ---- | ------------ | ------------ | ------------------- | -------------------- | ----------------- | --------------- | --------------- | -------------------------------------- |
|      | 1.   | 12           | 12           | 2003. október 7.    | 2003. november 11.   | Discovery Channel | n. a.           | n. a.           | Discovery Channel Discovery Turbo Xtra |
|      | 2.   | 12           | 12           | 2004. augusztus 10. | 2004. szeptember 16. | Discovery Channel | n. a.           | n. a.           | Discovery Channel Discovery Turbo Xtra |
|      | 3.   | 12           | 12           | 2005. augusztus 23. | 2005. szeptember 27. | Discovery Channel | n. a.           | n. a.           | Discovery Channel Discovery Turbo Xtra |
|      | 4.   | 12           | 12           | 2006. augusztus 29. | 2006. október 3.     | Discovery Channel | n. a.           | n. a.           | Discovery Channel Discovery Turbo Xtra |
|      | 5.   | 12           | 12           | 2008. október 28.   | 2008. december 6.    | Discovery Channel | n. a.           | n. a.           | Discovery Channel Discovery Turbo Xtra |
|      | 6.   | 20           | 20           | 2009. május 5.      | 2009. november 17.   | Discovery Channel | n. a.           | n. a.           | Discovery Channel Discovery Turbo Xtra |
|      | 7.   | 10           | 10           | 2010. május 4.      | 2010. november 9.    | Discovery Channel | n. a.           | n. a.           | Discovery Channel Discovery Turbo Xtra |
|      | 8.   | 10           | 10           | 2011. április 5.    | 2011. november 1.    | Discovery Channel | n. a.           | n. a.           | Discovery Channel Discovery Turbo Xtra |
|      | 9.   | 15           | 15           | 2012. március 20.   | 2012. november 6.    | Discovery Channel | n. a.           | n. a.           | Discovery Channel Discovery Turbo Xtra |
|      | 10.  | 12           | 12           | 2013. február 19.   | 2013. október 22.    | Discovery Channel | n. a.           | n. a.           | Discovery Channel Discovery Turbo Xtra |
|      | 11.  | 14           | 14           | n. a.               | n. a.                | Discovery Channel | n. a.           | n. a.           | Discovery Channel Discovery Turbo Xtra |
|      | 12.  | 18           | 18           | n. a.               | n. a.                | Discovery Channel | n. a.           | n. a.           | Discovery Channel Discovery Turbo Xtra |

## Évadok és epizódok

### 1.évad (2003)
Az első évadban az autókat 1000 £ költségvetésből újítják fel.

#### Autók
| No. | Epizód | Autómárka                    | Költségvetés | Vételár | Végső Költség | A kért ár | Profit/veszteség | Eredeti premier    |
| --- | ------ | ---------------------------- | ------------ | ------- | ------------- | --------- | ---------------- | ------------------ |
| 1.  | 1-2    | 1983 Porsche 924             | £1,000       | £700    | £1,010        | £1,500    | +£490            | 2003. október 7.   |
| 2.  | 3-4    | 1985 Saab 900 Turbo          | £1,000       | £600    | £1,035        | £1,200    | +£165            | 2003. október 14.  |
| 3.  | 5-6    | 1983 Volkswagen Golf Mk1 GTI | £1,000       | £600    | £1,035        | £1,200    | +£165            | 2003. október 21.  |
| 4.  | 7-8    | 1967 Austin Mini Mk1         | £1,000       | £300    | £1,100        | £1,300    | +£200            | 2003. október 28.  |
| 5.  | 9-10   | 1984 Mercedes-Benz W123 230E | £1,000       | £400    | £976.50       | £1,500    | +£523.50         | 2003. november 8.  |
| 6.  | 11-12  | 1986 Ford Capri Laser 1.6    | £1,000       | £400    | £945          | £700      | -£245            | 2003. november 11. |

#### Autók típusai
1.évad
- 1983 Porsche 924. En
- 1985 Saab 900 Turbo. En
- 1983 Volkswagen Golf Mk1 GTI. En
- 1967 Austin Mini Mk1. En
- 1984 Mercedes-Benz W123 230E. En
- 1986 Ford Capri Laser 1.6. En

### 2.évad (2004)
A második évadban az autókat 2000 £ költségvetésből újítják fel.

#### Autók
| No. | Epizód | Autómárka                 | Költségvetés | Vételár | Végső Költség | A kért ár | Profit/veszteség | Eredeti premier      |
| --- | ------ | ------------------------- | ------------ | ------- | ------------- | --------- | ---------------- | -------------------- |
| 7.  | 1-2    | 1988 Toyota MR2 Mk1       | £2,000       | £500    | £1,278        | £1,900    | +£622            | 2004. augusztus 10.  |
| 8.  | 3-4    | 1990 Peugeot 205 GTi 1.9  | £2,000       | £1,000  | £1,653        | £2,200    | +£547            | 2004. augusztus 17.  |
| 9.  | 5-6    | 1985 Suzuki SJ410 Samurai | £2,000       | £250    | £1,270        | £500      | -£770            | 2004. augusztus 24.  |
| 10. | 7-8    | 1989 BMW E30 325i Touring | £2,000       | £950    | £1,792.50     | £1,900    | +£107.50         | 2004. szeptember 2.  |
| 11. | 9-10   | 1977 MGB GT               | £2,000       | £1,000  | £2,600        | £2,850    | +£250            | 2004. szeptember 9.  |
| 12. | 11-12  | 1969 Predator Beach Buggy | £2,000       | £200    | £3,700        | £3,900    | +£200            | 2004. szeptember 16. |

#### Autók típusai
2.évad
- 1988 Toyota MR2 Mk1. En
- 1990 Peugeot 205 GTi 1.9. En
- 1985 Suzuki SJ410 Samurai. En
- 1989 BMW E30 325i Touring. En
- 1977 MGB GT. En
- 1969 Predator Beach Buggy. En

### 3.évad (2005)
A harmadik évadban az autókat 3000 £ költségvetésből újítják fel.

#### Autók
| Epizód | No.   | Autómárka                               | Költségvetés | Vételár | Végső Költség | A kért ár | Profit/veszteség | Eredeti premier      |
| ------ | ----- | --------------------------------------- | ------------ | ------- | ------------- | --------- | ---------------- | -------------------- |
| 13.    | 7-8   | 1989 Volkswagen Transporter T3          | £3,000       | £1,100  | £3,825        | £1,500    | -£2,325          | 2005. augusztus 23.  |
| 14.    | 9-10  | 1989 Lancia Delta HF Integrale 8v       | £3,000       | £2,300  | £3,087        | £3,800    | +£713            | 2005. augusztus 30.  |
| 15.    | 3-4   | 1987 Mercedes-Benz 190E 2.3-16 Cosworth | £3,000       | £2,700  | £3,585        | £3,500    | -£85             | 2005. szeptember 6.  |
| 16.    | 11-12 | 1989 Range Rover Series 1 Vogue SE      | £3,000       | £1,600  | £2,035        | £2,000    | -£35             | 2005. szeptember 13. |
| 17.    | 1-2   | 1990 Mazda MX-5 NA 1.6                  | £3,000       | £1,600  | £2,715        | £3,600    | +£885            | 2005. szeptember 20. |
| 18.    | 5-6   | 1978 Porsche 928                        | £3,000       | £1,600  | £4,950        | £6,000    | +£1,050          | 2005. szeptember 27. |

#### Autók típusai
3.évad
- 1989 Volkswagen Transporter T3. En
- 1989 Lancia Delta HF Integrale 8v. En
- 1987 Mercedes-Benz 190E 2.3-16 Cosworth. En
- 1989 Range Rover Series 1 Vogue SE. En
- 1990 Mazda MX-5 NA 1.6. En
- 1978 Porsche 928. En

### 4-évad (2006)
A negyedik évadban az autókra szánt költségvetés változó.

#### Autók
| No. | Epizód | Autómárka                          | Költségvetés | Vételár | Végső Költség | A kért ár | Profit/veszteség | Eredeti premier      |
| --- | ------ | ---------------------------------- | ------------ | ------- | ------------- | --------- | ---------------- | -------------------- |
| 19. | 1-2    | 1976 Porsche 911S 2.7 Targa        | £6,000       | £5,000  | £7,040        | £8,450    | +£1,410          | 2006. augusztus 29.  |
| 20. | 3-4    | 1983 Jeep CJ7                      | £4,000       | £1,100  | £3,772        | £3,900    | +£128            | 2006. szeptember 5.  |
| 21. | 5-6    | 1972 Alfa Romeo Spider Veloce 2000 | £4,000       | £2,200  | £3,125        | £4,500    | +£1,375          | 2006. szeptember 12. |
| 22. | 7-8    | 1985 BMW 635CSi                    | £4,000       | £2,000  | £3,060        | £3,700    | +£640            | 2006. szeptember 19. |
| 23. | 9-10   | 1984 Chevrolet Corvette C4         | £4,000       | £2,100  | £3,021        | £3,800    | +£779            | 2006. szeptember 26. |
| 24. | 11-12  | 1992 Lexus LS400                   | £4,000       | £1,300  | £3,108        | £3,300    | +£192            | 2006. október 3.     |

#### Autók típusai
4.évad
- 1976 Porsche 911S 2.7 Targa. En
- 1983 Jeep CJ7. En
- 1972 Alfa Romeo Spider Veloce 2000. En
- 1985 BMW 635CSi. En
- 1984 Chevrolet Corvette C4. En
- 1992 Lexus LS400. En

### 5.évad (Autókereskedők Úton) (2008)
Az ötödik évadot 2008 októberében kezdték el vetíteni

#### Autók
| No. | Epizód | Autómárka                               | Költségvetés | Vételár         | Végső Költség | A kért ár | Profit/veszteség | Eredeti premier    |
| --- | ------ | --------------------------------------- | ------------ | --------------- | ------------- | --------- | ---------------- | ------------------ |
| 25. | 1-2    | 1983 Mercedes-Benz 280SL (R107)         | £5,000       | €6,900 (£5,400) | £6,920        | £7,900    | +£980            | 2008. október 28.  |
| 26. | 3-4    | 1982 Lotus Esprit S3                    | £5,000       | £3,600          | £4,385        | £6,200    | +£1,815          | 2008. november 4.  |
| 27. | 5-6    | 1971 Fiat 500L                          | £5,000       | €2,900 (£2,300) | £5,700        | £6,500    | +£800            | 2008. november 11. |
| 28. | 7-8    | 1981 Land Rover Series III Stage One V8 | £5,000       | £1,000          | £2,230        | £2,750    | +£520            | 2008. november 18. |
| 29. | 9-10   | 1974 Citroën DSuper 5                   | £5,000       | €4,800 (£3,800) | £5,185        | £7,000    | +£1,815          | 2008. november 25. |
| 30. | 11-12  | 1984 Bentley Mulsanne Turbo             | £5,000       | £3,250          | £6,200        | £8,000    | +£1,800          | 2008. december 2.  |

#### Autók típusai
5.évad
- 1983 Mercedes-Benz 280SL (R107). En
- 1982 Lotus Esprit S3. En
- 1971 Fiat 500L. En
- 1981 Land Rover Series III Stage One V8. En
- 1974 Citroën DSuper 5. En
- 1984 Bentley Mulsanne Turbo. En

### 6.évad (2009)
2009 tavaszán mutatták be

#### Autók
| No.    | Epizód | Autómárka                        | Költségvetés | Vételár | Végső Költség | A kért ár | Profit/veszteség | Eredeti premier    |
| 1.rész | 1.rész | 1.rész                           | 1.rész       | 1.rész  | 1.rész        | 1.rész    | 1.rész           | 1.rész             |
| ------ | ------ | -------------------------------- | ------------ | ------- | ------------- | --------- | ---------------- | ------------------ |
| 31.    | 1-2    | 1980 Triumph Spitfire Mk4 1500   | £5,000       | £2,400  | £3,432        | £4,600    | +£1,168          | 2009. május 5.     |
| 32.    | 3-4    | 1987 Porsche 944 Turbo           | £5,000       | £2,800  | £5,660        | £6,650    | +£990            | 2009. május 12.    |
| 33.    | 5-6    | 1986 Audi Quattro                | £5,000       | £3,800  | £4,568        | £5,450    | +£882            | 2009. május 19.    |
| 34.    | 7-8    | 1960 Volkswagen Beetle           | £5,000       | £1,600  | £4,809        | £6,600    | +£1,791          | 2009. május 26.    |
| 35.    | 9-10   | 1989 Jaguar XJS 3.6 V6           | £5,000       | £1,000  | £1,691        | £2,450    | +£759            | 2009. június 2.    |
| 2.rész |        |                                  |              |         |               |           |                  |                    |
| 36.    | 11-12  | 1975 Ferrari Dino 308 GT4        | £10,000      | £8,750  | £11,880       | £13,000   | +£1,120          | 2009. október 20.  |
| 37.    | 13-14  | 1988 Mini City 1000              | £5,000       | £700    | £2,290        | £2,600    | +£310            | 2009. október 27.  |
| 38.    | 15-16  | 1989 TVR S2                      | £5,000       | £2,550  | £3,040        | £4,250    | +£1,210          | 2009. november 3.  |
| 39.    | 17-18  | 1995 Land Rover Discovery ES TDI | £5,000       | £1,500  | £2,731        | £3,000    | +£269            | 2009. november 10. |
| 40.    | 19-20  | 1996 BMW E36 M3 Convertible      | £5,000       | £4,500  | £5,580        | £5,950    | +£370            | 2099. november 17. |

#### Autók típusai
6.évad – 1.rész
- 1980 Triumph Spitfire Mk4 1500. En
- 1987 Porsche 944 Turbo. En
- 1986 Audi Quattro. En
- 1960 Volkswagen Beetle. En
- 1989 Jaguar XJS 3.6 V6. En

6.évad – 2.rész
- 1975 Ferrari Dino 308 GT4. En
- 1988 Mini City 1000. En
- 1989 TVR S2. En
- 1995 Land Rover Discovery ES TDI. En
- 1996 BMW E36 M3 Convertible. En

### 7.évad (2010)
2010 tavaszán mutatták be.

#### Autók
| No.    | Epizód | Autómárka                             | Költségvetés | Vételár | Végső Költség | A kért ár | Profit/veszteség | Eredeti premier   |
| 1.rész | 1.rész | 1.rész                                | 1.rész       | 1.rész  | 1.rész        | 1.rész    | 1.rész           | 1.rész            |
| ------ | ------ | ------------------------------------- | ------------ | ------- | ------------- | --------- | ---------------- | ----------------- |
| 41.    | 1      | 1973 Jensen Interceptor III           | £5,000       | £5,000  | £5,430        | £6,500    | +£1,070          | 2010. május 4.    |
| 42.    | 2      | 1990 Ford Sierra Sapphire RS Cosworth | £5,000       | £4,100  | £5,920        | £6,200    | +£280            | 2010. május 11.   |
| 43.    | 3      | 1979 Volkswagen Type 2 T2             | £5,000       | £2,500  | £8,465        | £9,450    | +£985            | 2010. május 18.   |
| 44.    | 4      | 1995 BMW 840Ci                        | £5,000       | £3,500  | £5,040        | £5,750    | +£710            | 2010. május 25.   |
| 45.    | 5      | 1972 Triumph Stag                     | £5,000       | £3,400  | £4,529        | £5,500    | +£971            | 2010. június 1.   |
| 2.rész |        |                                       |              |         |               |           |                  |                   |
| 46.    | 7      | 1970 Bond Bug 700ES                   | £5,000       | £2,500  | £3,261        | £5,550    | +£2,289          | 2010. október 12. |
| 47.    | 9      | 1968 Volvo P1800S                     | £5,000       | £5,000  | £5,795        | £8,350    | +£2,555          | 2010. október 19. |
| 48.    | 8      | 1989 Land Rover Defender 90           | £5,000       | £3,000  | £5,677        | £6,000    | +£323            | 2010. október 26. |
| 49.    | 10     | 2001 Subaru Impreza WRX               | £5,000       | £3,250  | £5,255        | £5,400    | +£145            | 2010. november 2. |
| 50.    | 6      | 1968 Lotus Elan S4 SE Coupe           | £10,000      | £8,500  | £11,685       | £16,700   | +£5,015          | 2010. november 9. |

#### Autók típusai
7.évad – 1.rész
- 1973 Jensen Interceptor III. En
- 1990 Ford Sierra Sapphire RS Cosworth. En
- 1979 Volkswagen Type 2 T2. En
- 1995 BMW 840Ci. En
- 1972 Triumph Stag. En

7.évad – 2.rész
- 1970 Bond Bug 700ES. En
- 1968 Volvo P1800S. En
- 1989 Land Rover Defender 90. En
- 2001 Subaru Impreza WRX. En
- 1968 Lotus Elan S4 SE Coupe. En

### 8.évad (2011)

#### Autók
| No.    | Epizód | Autómárka                                      | Költségvetés | Vételár         | Végső Költség | A kért ár | Profit/veszteség | Eredeti premier   |
| 2.rész | 2.rész | 2.rész                                         | 2.rész       | 2.rész          | 2.rész        | 2.rész    | 2.rész           | 2.rész            |
| ------ | ------ | ---------------------------------------------- | ------------ | --------------- | ------------- | --------- | ---------------- | ----------------- |
| 51.    | 1      | 1973 Jaguar E-Type V12                         | £15,000      | £13,250         | £16,090       | £18,500   | +£2,410          | 2011. április 5.  |
| 52.    | 2      | 1979 Mini Moke                                 | £7,000       | £5,800          | £7,080        | £7,200    | +£120            | 2011. április 12. |
| 53.    | 3      | 2001 Range Rover P38 4.0 HSE                   | £3,000       | £2,100.36       | £3,042        | £3,500    | +£458            | 2011. április 19. |
| 54.    | 4      | 1959 Austin-Healey "Frogeye" Sprite            | £5,000       | £4,500          | £7,475        | £8,600    | +£1,125          | 2011. április 26. |
| 55.    | 5      | 2002 Saab 9-3 Turbo Convertible                | £3,000       | £2,400          | £3,360        | £3,750    | +£390            | 2011. május 3.    |
| 2.rész |        |                                                |              |                 |               |           |                  |                   |
| 56.    | 6      | 1970 Dodge Charger                             | £15,000      | $23,000 £14,000 | £18,160       | £20,000   | +£1,840          | 2011. október 4.  |
| 57.    | 7      | 1982 DeLorean DMC-12                           | £10,000      | $15,500 £9,650  | £14,715       | £20,500   | +£5,785          | 2011. október 11. |
| 58.    | 8      | 1954 Chevrolet 3100 Stepside                   | £10,000      | $8,650 £5,400   | £10,993       | £13,600   | +£2,607          | 2011. október 18. |
| 59.    | 9      | 1969 Volkswagen Karmann Ghia Type 14 Cabriolet | £10,000      | $10,000 £6,000  | £10,450       | £11,500   | +£1,050          | 2011. október 25. |
| 60.    | 10     | 1957 Chevrolet Bel Air 210                     | £10,000      | $6,700 £4,000   | £13,504       | £16,000   | +£2,496          | 2011. november 1. |

#### Autók típusai
8.évad – 1.rész
- 1973 Jaguar E-Type V12. En
- 1979 Mini Moke. En
- 2001 Range Rover P38 4.0 HSE. En
- 1959 Austin-Healey "Frogeye" Sprite. En
- 2002 Saab 9-3 Turbo Convertible. En

8.évad – 2.rész
- 1970 Dodge Charger. En
- 1982 DeLorean DMC-12. En
- 1954 Chevrolet 3100 Stepside. En
- 1969 Volkswagen Karmann Ghia Type 14 Cabriolet. En
- 1957 Chevrolet Bel Air 210. En

### 9.évad (2012)

#### Autók
| No.    | Epizód | Autómárka                     | Költségvetés | Vételár         | Végső Költség | A kért ár | Profit/veszteség | Eredeti premier      |
| 1.rész | 1.rész | 1.rész                        | 1.rész       | 1.rész          | 1.rész        | 1.rész    | 1.rész           | 1.rész               |
| ------ | ------ | ----------------------------- | ------------ | --------------- | ------------- | --------- | ---------------- | -------------------- |
| 61.    | 1      | 1970 Fiat Dino Coupe 2400     | £15,000      | €15,000 £12,500 | £14,480       | £15,500   | + £1,020         | 2012. március 20.    |
| 62.    | 2      | 1992 Morgan +4                | £15,000      | £13,000         | £14,600       | £21,000   | + £6,400         | 2012. március 27.    |
| 63.    | 3      | 2000 BMW E39 M5               | £5,000       | £4,000          | £5,770        | £6,500    | + £730           | 2012. április 3.     |
| 64.    | 4      | 1977 Renault Alpine A310 V6   | £10,000      | €14,000 £12,000 | £13,500       | £13,500   | + £0             | 2012. április 10.    |
| 65.    | 5      | 1974 Porsche 914-4            | £5,000       | £4,000          | £5,310        | £8,250    | + £2,940         | 2012. április 17.    |
| 66.    | 6      | 1993 Mercedes-Benz 300GE      | £10,000      | £9,500          | £11,463       | £12,000   | + £537           | 2012. április 24.    |
| 67.    | 7      | 1999 Jaguar XK8 Convertible   | £10,000      | £6,000          | £10,075       | N/A       | - £75            | 2012. május 1.       |
| 2.rész |        |                               |              |                 |               |           |                  |                      |
| 68.    | 8      | 2002 Gardner Douglas Cobra    | £20,000      | £17,500         | £21,030       | £23,000   | + £1,970         | 2012. szeptember 18. |
| 69.    | 9      | 1960 Jaguar Mark 2 3.8        | £8,000       | £6,800          | £7,804        | £9,000    | + £1,196         | 2012. szeptember 25. |
| 70.    | 10     | 1945 Willys MB Jeep           | £10,000      | $13,000 £8,000  | £10,862       | £16,000   | + £5,138         | 2012. október 2.     |
| 71.    | 11     | 1996 Nissan Skyline R33 GTS   | £3,500       | £3,000          | £3,655        | £4,500    | + £845           | 2012. október 9.     |
| 72.    | 12     | 1975 Triumph TR6              | £7,000       | £6,000          | £7,050        | £8,500    | + £1,450         | 2012. október 16.    |
| 73.    | 13     | 1963 BMW Isetta 300           | £10,000      | £6,800          | £10,500       | £12,000   | + £1,500         | 2012. október 23.    |
| 74.    | 14     | 1967 Ford Mustang GT Fastback | £15,000      | $21,000 £13,000 | £18,320       | £25,000   | + £6,680         | 2012. október 30.    |
| 75.    | 15     | 2000 Mercedes-Benz SLK200     | £2,800       | £2,010          | £2,955        | £3,650    | + £695           | 2012. november 6.    |

#### Autók típusai
9.évad – 1.rész
- 1970 Fiat Dino Coupe 2400. En
- 1992 Morgan +4. En
- 2000 BMW E39 M5. En
- 1977 Renault Alpine A310 V6. En
- 1974 Porsche 914-4. En
- 1993 Mercedes-Benz 300GE. En
- 1999 Jaguar XK8 Convertible. En

9.évad – 2.rész
- 2002 Gardner Douglas Cobra. En
- 1960 Jaguar Mark 2 3.8. En
- 1945 Willys MB Jeep. En
- 1996 Nissan Skyline R33 GTS. En
- 1975 Triumph TR6. En
- 1963 BMW Isetta 300. En
- 1967 Ford Mustang GT Fastback. En
- 2000 Mercedes-Benz SLK200. En

### 10.évad (2013)

#### Autók
| No.    | Epizód | Autómárka                            | Költségvetés      | Vételár           | Végső Költség | A kért ár | Profit/veszteség | Eredeti premier      |
| 1.rész | 1.rész | 1.rész                               | 1.rész            | 1.rész            | 1.rész        | 1.rész    | 1.rész           | 1.rész               |
| ------ | ------ | ------------------------------------ | ----------------- | ----------------- | ------------- | --------- | ---------------- | -------------------- |
| 76.    | 1      | 1996 Aston Martin DB7                | £13,000           | £12,500           | £14,468       | £15,000   | + £532           | 2013. február 19.    |
| 77.    | 2      | 1972 Ford Escort Mk1 L               | £5,000            | £4,500            | £8,500        | £11,800   | + £3,300         | 2013. február 23.    |
| 78.    | 3      | 2002 Range Rover L322 TD6 Vogue      | £5,000            | £5,000            | £9,565        | £10,500   | +£935            | 2013. március 5.     |
| 79.    | 4      | 2000 Porsche Boxster S               | £5,000            | £1,000            | £3,540        | £6,400    | +£2,860          | 2013. március 12.    |
| 80.    | 5      | 1966 Morris Minor 1000 Traveller     | £5,000            | £2,450            | £6,500        | £8,500    | +£2,000          | 2013. március 19.    |
| 81.    | 6      | 1999 TVR Cerbera                     | £10,000           | £8,000            | £12,850       | £14,000   | +£1,150          | 2013. március 26.    |
| 2.rész |        |                                      |                   |                   |               |           |                  |                      |
| 82.    | 7      | 1972 Lamborghini Urraco P250S        | £20,000           | €25,000 £21,380   | £27,236       | £35,000   | +£7,764          | 2013. szeptember 17. |
| 83.    | 8      | 1958 Ford Popular 103E Hot rod       | £10,000           | £6,000            | £18,250       | £23,000   | +£4,750          | 2013. szeptember 24. |
| 84.    | 9      | 1964 Chevrolet Corvette Sting Ray C2 | US$30,000 £20,000 | US$29,000 £18,100 | £25,280       | £45,500   | +£20,220         | 2013. október 1.     |
| 85.    | 10     | 1983 FSM Syrena 105L                 | zł9,000 £1,850    | zł7,000 £1,400    | £5,454        | £8,000    | +£2,546          | 2013. október 6.     |
| 86.    | 11     | 2002 Lotus Elise Series 2            | £10,000           | £8,400            | £11,550       | £13,250   | +£1,700          | 2013. október 15.    |
| 87.    | 12     | 1962 Cadillac Coupe de Ville         | US$6,200 £4,000   | US$5,000 £3,000   | £19,550       | £25,000   | +£5,450          | 2013. október 22.    |

#### Autók típusai
10.évad – 1.rész
- 1996 Aston Martin DB7. En
- 1972 Ford Escort Mk1 L. En
- 2002 Range Rover L322 TD6 Vogue. En
- 2000 Porsche Boxster S. En
- 1966 Morris Minor 1000 Traveller. En
- 1999 TVR Cerbera. En

10.évad – 2.rész
- 1972 Lamborghini Urraco P250S. En
- 1958 Ford Popular 103E Hot rod. En
- 1964 Chevrolet Corvette Sting Ray C2. En
- 1983 FSM Syrena 105L. En
- 2002 Lotus Elise Series 2. En
- 1962 Cadillac Coupe de Ville. En

### 11.évad (2014)

#### Autók
| No.    | Epizód | Autómárka                           | Költségvetés      | Vételár           | Végső Költség | A kért ár | Profit/veszteség | Eredeti premier      |
| 1.rész | 1.rész | 1.rész                              | 1.rész            | 1.rész            | 1.rész        | 1.rész    | 1.rész           | 1.rész               |
| ------ | ------ | ----------------------------------- | ----------------- | ----------------- | ------------- | --------- | ---------------- | -------------------- |
| 88.    | 1      | 1983 Ford Fiesta XR2                | £3,000            | £2,000            | £2,750        | £5,000    | +£2,250          | 2014. március 17.    |
| 89.    | 2      | 1996 Porsche 911/993 Targa          | £15,000           | £12,000           | £17,520       | £19,500   | +£1,980          | 2014. március 24.    |
| 90.    | 3      | 1995 Mazda RX-7                     | £8,000            | £5,000            | £8,025        | £9,500    | +£1,475          | 2014. március 31.    |
| 91.    | 4      | 1958 Citroën 2CV AZLP               | £6,000            | €4,000 £3,300     | £6,300        | £10,000   | +£3,700          | 2014. április 7.     |
| 92.    | 5      | 2000 Maserati 3200 GT               | £10,000           | £7,000            | £8,632*       | £12,300   | +£3,668          | 2014. április 14.    |
| 93.    | 6      | 1968 Chevrolet Camaro               | £10,000           | US$11,750 £7,500  | £14,030       | £23,000   | +£8,970          | 2014. április 21.    |
| 94.    | 7      | 1967 Amphicar 770                   | £20,000           | US$35,000 £21,000 | £30,600       | £35,200   | +£4,600          | 2014. április 28.    |
| 2.rész |        |                                     |                   |                   |               |           |                  |                      |
| 95.    | 8      | 1955 Ford Thunderbird               | US$25,000 £16,326 | US$24,500 £16,000 | £25,120       | £33,000   | +£7,880          | 2014. szeptember 1.  |
| 96.    | 9      | 1976 Jaguar XJ-C 4.2 Coupe          | £11,995           | £11,500           | £13,190       | £15,000   | +£1,810          | 2014. szeptember 8.  |
| 97.    | 10     | 2001 Audi TT                        | £1,950            | £1,500            | £2,153.50     | £3,600    | +£1,446.50       | 2014. szeptember 15. |
| 98.    | 11     | 1967 Volkswagen Type 2 Split-Screen | US$14,800 £9,500  | US$14,000 £8,950  | £16,665       | £25,000   | +£8,335          | 2014. szeptember 22. |
| 99.    | 12     | 1989 BMW Z1                         | £15,000           | €16,550 £14,037   | £19,154       | £25,000   | +£5,846          | 2014. szeptember 29. |
| 100.   | 13     | 1903 Darracq Type L                 | Nem eladó         | £0                | £1,517        | Nem eladó | -£1,517          | 2014. október 6.     |
| 101.   | 14     | 1963 Lincoln Continental            | £10,000           | US$8,000 £4,696   | £13,076       | £15,000   | +£1,924          | 2014. október 13.    |

#### Autók típusai
11.évad – 1.rész
- 1983 Ford Fiesta XR2. En
- 1996 Porsche 911/993 Targa. En
- 1995 Mazda RX-7. En
- 1958 Citroën 2CV AZLP. En
- 2000 Maserati 3200 GT. En
- 1968 Chevrolet Camaro. En
- 1967 Amphicar 770. En

11.évad – 2.rész
- 1955 Ford Thunderbird. En
- 1976 Jaguar XJ-C 4.2 Coupe. En
- 2001 Audi TT. En
- 1967 Volkswagen Type 2 Split-Screen. En
- 1989 BMW Z1. En
- 1903 Darracq Type L. En
- 1963 Lincoln Continental. En

### 12.évad (2015)

#### Autók
| No.    | Epizód | Autómárka                      | Költségvetés      | Vételár           | Végső Költség     | A kért ár         | Profit/veszteség   | Eredeti premier      |
| 1.rész | 1.rész | 1.rész                         | 1.rész            | 1.rész            | 1.rész            | 1.rész            | 1.rész             | 1.rész               |
| ------ | ------ | ------------------------------ | ----------------- | ----------------- | ----------------- | ----------------- | ------------------ | -------------------- |
| 102.   | 1      | 1965 Pontiac GTO               | US$25,000 £15,400 | US$25,000 £15,400 | US$28,200 £17,500 | US$32,000 £19,700 | +US$4,200 +£2,500  | 2015. március 23.    |
| 103.   | 2      | 1951 Ford F-1                  | US$5,000 £3,061   | US$4,500 £2,755   | US$14,484 £9,296  | US$20,000 £12,729 | +US$5,516 +£3,433  | 2015. március 30.    |
| 104.   | 3      | 1959 MGA                       | US$15,000 £9,029  | US$14,000 £8,427  | US$24,950 £16,161 | US$35,000 £22,671 | +US$10,050 +£6,510 | 2015. április 6.     |
| 105.   | 4      | 1974 BMW 2002 tii              | US$10,000 £6,439  | US$7,750 £4,990   | US$21,450 £13,813 | US$35,000 £23,415 | +US$13,550 +£9,065 | 2015. április 13.    |
| 106.   | 5      | 1975 AMC Pacer                 | US$5,000 £3,059   | US$3,500 £2,141   | US$12,750 £8,096  | US$7,857 £4,989   | -US$4,893 -£3,107  | 2015. április 20.    |
| 107.   | 6      | 1972 Datsun 240Z               | US$10,000 £6,480  | US$8,500 £5,508   | US$11,750 £7,917  | US$16,750 £11,287 | +US$5,000 +£3,370  | 2015. április 27.    |
| 108.   | 7      | 1973 Volkswagen 181 Thing      | US$10,000 £6,380  | US$8,000 £5,104   | US$12,543 £8,240  | US$15,750 £10,352 | +US$3,207 +£2,112  | 2015. május 4.       |
| 109.   | 8      | 1952 DeSoto Firedome 8         | US$15,000 £9,599  | US$12,500 £7,999  | US$17,000 £10,710 | US$23,000 £14,811 | +US$6,000 +£3,863  | 2015. május 11.      |
| 2.rész |        |                                |                   |                   |                   |                   |                    |                      |
| 110.   | 10     | 1973 Rover P5B                 | £5,000            | £3,850            | £6,212            | £11,500           | +£5,288            | 2015. augusztus 15.  |
| 111.   | 11     | 1989 Fiat Panda 4x4            | £1,000            | £1,331            | £1,800            | £2,500            | +£700              | 2015. augusztus 24.  |
| 112.   | 12     | 1982 Alfa Romeo Alfasud 1.5 TI | £5,000            | £4,830            | £5,797            | £6,800            | +£1,003            | 2015. augusztus 31.  |
| 113.   | 13     | 2011 Caterham 7                | £15,000           | £16,500           | £20,425           | £22,500           | +£2,075            | 2015. szeptember 7.  |
| 114.   | 14     | 1978 Ford Escort Mk2           | £10,000           | £6,750            | £12,350           | £12,999           | +£649              | 2015. szeptember 14. |
| 115.   | 15     | 1957 Messerschmitt KR200       | £17,995           | £17,000           | £22,271           | £25,000           | +£2,729            | 2015. szeptember 20. |
| 116.   | 16     | 1956 Citroën HY Van            | £6,000            | £4,500            | £19,000           | £23,000           | +£4,000            | 2015. szeptember 28. |
| 117.   | 17     | 1992 Volkswagen Corrado VR6    | £1,500            | £1,200            | £2,860            | £5,500            | +£2,640            | 2015. október 5.     |
| 118.   | 18     | 2003 Honda S2000               | £5,000            | £3,000            | £4,380            | £7,000            | +£2,620            | 2015. október 12.    |
| 119.   | 19     | 2002 Noble M12 GTO 2.5         | £22,000           | £21,500           | £24,574           | £27,000           | +£2,426            | 2015. október 19.    |

#### Autók típusai
12.évad – 1.rész
- 1965 Pontiac GTO. En
- 1951 Ford F-1. En
- 1959 MGA. En
- 1974 BMW 2002 tii. En
- 1975 AMC Pacer. En
- 1972 Datsun 240Z. En
- 1973 Volkswagen 181 Thing. En
- 1952 DeSoto Firedome 8. En

12.évad – 2.rész
- 1973 Rover P5B. En
- 1989 Fiat Panda 4x4. En
- 1982 Alfa Romeo Alfasud 1.5 TI. En
- 2011 Caterham 7. En
- 1978 Ford Escort Mk2. En
- 1957 Messerschmitt KR200. En
- 1956 Citroën HY Van. En
- 1992 Volkswagen Corrado VR6. En
- 2003 Honda S2000. En
- 2002 Noble M12 GTO 2.5. En

### 13.évad (2016-2017)

#### Autók
| No.    | Epizód | Autómárka                              | Költségvetés      | Vételár           | Végső Költség       | A kért ár         | Profit/veszteség   | Munkaóra | Eredeti premier    |
| 1.rész | 1.rész | 1.rész                                 | 1.rész            | 1.rész            | 1.rész              | 1.rész            | 1.rész             | 1.rész   | 1.rész             |
| ------ | ------ | -------------------------------------- | ----------------- | ----------------- | ------------------- | ----------------- | ------------------ | -------- | ------------------ |
| 120.   | 1      | 1987 Mercedes-Benz 560SL               | US$15,000 £10,000 | US$6000 £4,154    | US$13,930 £9,643    | US$21,000 £14,500 | +US$7,070 +£4,894  | 44       | 2016. május 9.     |
| 121.   | 2      | 1963 Volvo PV544                       | US$10,000 £6,700  | US$9,000 £6,000   | US$11,642 £8,000    | US$14,500 £9,700  | +US$2,858 +£1,700  | 28       | 2016. május 16.    |
| 122.   | 3      | 1977 Honda Civic CVCC                  | US$3,000 £2,000   | US$2,000 £1,300   | US$6,200 £4,000     | US$14,000 £9,500  | +US$8,000 +£5,500  | 26       | 2016. május 23.    |
| 123.   | 4      | 1980 Chevrolet LUV                     | US$2,000 £1,300   | US$1,000 £670     | US$2,555 £1,703     | US$3,500 £2,300   | +US$945 +£597      | 31       | 2016. május 30.    |
| 124.   | 5      | 1988 Ford Mustang 5.0 Convertible      | US$2,500 £1,700   | US$2,500 £1,700   | US$7,335 £5,000     | US$9,200 £6,130   | +US$1,865 +£1,130  | 25       | 2016. június 6.    |
| 125.   | 6      | 1963 Chevrolet Corvair Convertible     | US$1,500 £1,000   | US$2,000 £1,300   | US$11,345 £7,563    | US$18,000 £12,000 | +US$6,655 +£4,437  | 47       | 2016. június 13.   |
| 126.   | 7      | 1965 Land Rover Series IIA             | US$10,000 £6,700  | US$8,000 £5,300   | US$15,176 £10,117   | US$19,000 £12,700 | +US$3,824 +£2,583  | 68       | 2016. június 20.   |
| 127.   | 8      | 1968 Chevrolet Corvette C3 Convertible | US$20,000 £13,300 | US$19,500 £13,000 | US$21,530 £14,353   | US$26,000 £17,300 | +US$4,470 +£2,947  | 21       | 2016. június 29.   |
| 2.rész |        |                                        |                   |                   |                     |                   |                    |          |                    |
| 128.   | 10     | 1970 Ford Bronco Series 1              | US$12,000 £8,000  | US$8,000 £5,300   | US$25,404 £20,000   | US$40,000 £26,700 | +US$14,596 +£6,700 | 278      | 2016. november 14. |
| 129.   | 11     | 1983 Mercedes-Benz 500 SEC             | US$5,000 £3,000   | US$2,500 £1,700   | US$10,162 £7,000    | US$16,000 £10,700 | +US$5,838 +£3,700  | 79       | 2016. november 21. |
| 130.   | 12     | 1976 Porsche 912E                      | US$27,000 £20,000 | US$25,000 £18,000 | US$31,016 £23,000   | US$35,001 £23,334 | +US$3,985 +£2,500  | 24       | 2016. november 28. |
| 131.   | 13     | 1973 Chevrolet Camaro RS               | US$20,000 £13,300 | US$17,000 £11,000 | US$32,281 £25,000   | US$35,000 £23,000 | +US$2,719 +£1,813  | 53       | 2016. december 5.  |
| 132.   | 14     | 1963 Sunbeam Alpine                    | US$8,000 £5,300   | US$7,000 £4,526   | US$12,373 £8,000    | US$18,000 £12,000 | +US$5,627 +£4,000  | 32       | 2016. december 12. |
| 133.   | 15     | 1992 Humvee                            | US$12,500 £8,000  | US$12,500 £8,000  | US$20,173 £13,450   | US$25,000 £16,700 | +US$4,827 +£3,250  | 62       | 2017. január 2.    |
| 134.   | 16     | 1985 Maserati Bi-Turbo                 | US$ £             | US$2,740 £1,827   | US$22,481 £14,987   | US$22,500 £15,000 | +US$19 +£13        | 57       | 2017. január 9.    |
| 135    | 17     | 1916 Cadillac Type 53 Roadster V8      | US$60,000 £45,000 | US$96,000 £64,000 | US$133,908 £100,000 | N/A               | N/A                | 271      | 2017. január 16.   |

#### Autók típusai
13.évad – 1.rész
- 1987 Mercedes-Benz 560SL. En
- 1963 Volvo PV544. En
- 1977 Honda Civic CVCC. En
- 1980 Chevrolet LUV. En
- 1988 Ford Mustang 5.0 Convertible. En
- 1963 Chevrolet Corvair Convertible. En
- 1965 Land Rover Series IIA. En
- 1968 Chevrolet Corvette C3 Convertible. En

13.évad – 2.rész
- 1970 Ford Bronco Series 1. En
- 1983 Mercedes-Benz 500 SEC. En
- 1976 Porsche 912E. En
- 1973 Chevrolet Camaro RS. En
- 1963 Sunbeam Alpine. En
- 1992 Humvee. En
- 1985 Maserati Bi-Turbo. En
- 1916 Cadillac Type 53 Roadster V8. En

### 14.évad (2017-2018)

#### Autók
| No.    | Epizód | Autómárka                                        | Költségvetés      | Vételár           | Végső Költség     | A kért ár         | Profit/veszteség    | Munkaóra | Eredeti premier    |
| 1.rész | 1.rész | 1.rész                                           | 1.rész            | 1.rész            | 1.rész            | 1.rész            | 1.rész              | 1.rész   | 1.rész             |
| ------ | ------ | ------------------------------------------------ | ----------------- | ----------------- | ----------------- | ----------------- | ------------------- | -------- | ------------------ |
| 136.   | 1      | 1995 Ford Escort RS Cosworth                     | US$35,000 £27,000 | US$30,000 £23,000 | US$37,665 £28,500 | US$50,000 £38,000 | +US$12,335 +£9,500  | 53       | 2017. október 5.   |
| 137.   | 2      | 1982 Toyota Celica Supra                         | US$7,500 £5,800   | US$6,500 £5,000   | US$10,865 £8,400  | US$12,000 £9,200  | +US$1,135 +£800     | 39       | 2017. október 12.  |
| 138.   | 3      | 1973 Ford Mustang Mach 1                         | US$19,000 £14,615 | US$18,000 £14,000 | US$25,200 £19,500 | US$26,000 £20,000 | +US$800 +£500       | 45       | 2017. október 19.  |
| 139.   | 4      | 1973 Saab 96                                     | US$3,500 £2,500   | US$2,800 £2,000   | US$10,630 £7,900  | US$11,750 £8,700  | +US$1,120 +£800     | 55       | 2017. október 26.  |
| 140.   | 7      | 1965 Dodge A100 Sportsman Van                    | US$2,500 £1,850   | US$2,000 £1,500   | US$16,375 £12,400 | US$19,000 £16,000 | +US$2,625 +£3,600   | 96       | 2017. november 2.  |
| 141.   | 6      | 1964 Ford Falcon Ranchero                        | US$6,000 £4,500   | US$4,500 £3,500   | US$18,100 £13,600 | US$20,000 £15,000 | +US$1,900 +£1,400   | 95       | 2017. november 9.  |
| 142.   | 5      | 1994 Mitsubishi 3000GT VR-4                      | US$7,000 £5,000   | US$6,500 £4,800   | US$8,900 £6,700   | US$12,000 £9,000  | +US$3,100 +£2,300   | 42       | 2017. november 16. |
| 143.   | 8      | 1965 Austin-Healey 3000 Mark III BJ8 Convertible | US$40,000 £32,000 | US$35,000 £28,000 | US$44,535 £35,628 | US$71,000 £56,800 | +US$26,465 +£21,172 | 45       | 2017. november 22. |
| 2.rész |        |                                                  |                   |                   |                   |                   |                     |          |                    |
| 144.   | 13     | 1969 Opel GT 1900                                | US$6,000 £4,200   | US$6,000 £4,200   | US$9,850 £7,000   | US$13,500 £9,700  | +US$3,650 +£2,700   | 46       | 2018. április 2.   |
| 145.   | 10     | 1988 Jeep Grand Wagoneer                         | US$6,000 £4,500   | US$4,500 £3,000   | US$19,350 £13,800 | US$26,500 £19,000 | +US$7,150 +£5,200   | 65       | 2018. április 18.  |
| 146.   | 16     | 2004 Mini Cooper S MC40                          | US$6,000 £4,500   | US$5,300 £4,100   | US$7,890£ 5,700   | US$9,000 £7,500   | +US$1,110 +£925     | 23       | 2018. április 25.  |
| 147.   | 11     | 1987 Alfa Romeo Spider Quadrifoglio              | US$8,900 £        | US$7,000 £5,500   | US$8,400 £6,000   | US$10,000 £7,150  | +US$1,600 +£1,150   | 45       | 2018. május 2.     |
| 148.   | 17     | 1970 International Harvester Scout 800A          | US$8,500 £6,500   | US$8,000 £6,000   | US$15,800 £11,500 | US$22,500 £16,000 | +US$6,700 +£4,500   | 64       | 2018. május 10.    |
| 149.   | 12     | 1977 Porsche 924                                 | US$5,000 £3,500   | US$3,700 £2,500   | US$8,380 £5,900   | N/A               | N/A                 | 46       | 2018. május 17.    |
| 150.   | 15     | 1972 Datsun 510                                  | US$6,500 £5,000   | US$5,000 £3,500   | US$11,930 £8,800  | US$20,000 £15,000 | +US$8,070 +£6,200   | 60       | 2018. május 24.    |
| 151.   | 14     | 1972 Lancia Fulvia 1.3S Series II                | US$10,000 £9,200  | US$9,500 £7,000   | US$14,105 £9,800  | US$33,000 £25,500 | +US$18,895 +£15,700 | 21       | 2018. május 31.    |

#### Autók típusai
14.évad – 1.rész
- 1995 Ford Escort RS Cosworth. En
- 1982 Toyota Celica Supra. En
- 1973 Ford Mustang Mach 1. En
- 1973 Saab 96. En
- 1965 Dodge A100 Sportsman Van. En
- 1964 Ford Falcon Ranchero. En
- 1994 Mitsubishi 3000GT VR-4. En
- 1965 Austin-Healey 3000 Mark III BJ8 Convertible. En

14.évad – 2.rész
- 1969 Opel GT 1900. En
- 1988 Jeep Grand Wagoneer. En
- 2004 Mini Cooper S MC40. En
- 1987 Alfa Romeo Spider Quadrifoglio. En
- 1970 International Harvester Scout 800A. En
- 1977 Porsche 924. En
- 1972 Datsun 510. En
- 1972 Lancia Fulvia 1.3S Series II. En

### 15.évad (2018-2019)

#### Autók
| No.    | Epizód | Autómárka                          | Költségvetés      | Vételár           | Végső Költség        | A kért ár        | Profit/veszteség | Munkaóra | Eredeti premier      |
| 1.rész | 1.rész | 1.rész                             | 1.rész            | 1.rész            | 1.rész               | 1.rész           | 1.rész           | 1.rész   | 1.rész               |
| ------ | ------ | ---------------------------------- | ----------------- | ----------------- | -------------------- | ---------------- | ---------------- | -------- | -------------------- |
| 152.   | 1      | 1976 Mercury Capri Mk2             | US$5,000 £4,000   | US$4,000          | US$8,212 £6,150      | US$8,212 £6,150  | US$0             | 48       | 2018. október 3.     |
| 153.   | 3      | 1991 Toyota MR2 Turbo              | US$10,000         | US$7,000          | US$9,145 £7,000      | US$11,000 £8,500 | +US$1,855        | 43       | 2018. október 10.    |
| 154.   | 6      | 1995 Volvo 850 T-5R Wagon          | US$10,000 £7,500  | US$7,000 £5,000   | US$8,677 £6,700      | US$13,999        | +US$5,322        | 28       | 2018. október 17.    |
| 155.   | 5      | 1991 Alfa Romeo 164 L              | US$4,000 £3,000   | US$3,000          | US$5,212 £4,000      | US$7,000         | +US$1,788        | 36       | 2018. október 24.    |
| 156.   | 8      | 1991 Lotus Elan M100               | US$8,000 £6,000   | US$8,000 £6,000   | US$9,385 £7,100      | US$14,000        | +US$4,615        | 26       | 2018. október 31.    |
| 157.   | 4      | 2002 Chevrolet Corvette C5 Z06     | US$16,000 £12,000 | US$16,000 £12,000 | US$17,910.90 £13,800 | US$18,000        | +US$89.10        | 38       | 2018. november 7.    |
| 158.   | 2      | 1984 Volkswagen Rabbit GTI         | US$3,500          | US$2,500 £1,700   | US$6,769 £5,200      | US$9,500         | +US$2,731        | 48       | 2018. november 14.   |
| 159.   | 7      | 2004 Dodge Ram SRT-10              | US$15,500 £12,000 | US$15,500 £12,000 | US$19,635 £15,000    | US$22,000        | +US$2,365        | 28       | 2018. november 21.   |
| 2.rész |        |                                    |                   |                   |                      |                  |                  |          |                      |
| 160.   | 10     | 2000 Porsche 911/996 Convertible   | US$18,500         | US$16,000         | US$20,256            | US$22,500        | +US$2,244        | 29       | 2019. április 18.    |
| 161.   | 11     | 1970 Volkswagen Fastback (Type 3)  | US$7,000          | US$7,000          | US$7,977             | US$11,000        | +US$3,023        | 17       | 2019. április 25.    |
| 162.   | 12     | 1971 Chevrolet C-10 Truck          | US$15,000         | US$12,500         | US$19,350            | US$20,250        | +US$900          | 30       | 2019. május 1.       |
| 163.   | 13     | 1985 Mazda RX-7 GSL-SE             | US$5,000          | US$4,500          | US$8,653             | US$9,950         | +US$1,29         | 36       | 2019. május 8.       |
| 164.   | 14     | 1985 Mercedes-Benz 300TD           | US$5,000          | US$4,500          | US$5,809             | US$11,100        | +US$5,291        | 17       | 2019. május 15.      |
| 165.   | 15     | 1974 Jensen-Healey                 | US$4,500          | US$3,500          | US$9,198             | US$9,500         | +US$302          | 29       | 2019. május 22.      |
| 169.   | 16-17  | 1965 Plymouth Barracuda            | US$               | US$5,000          | US$                  | N/A              | N/A              | N/A      | 2019. május 23.      |
| 3.rész |        |                                    |                   |                   |                      |                  |                  |          |                      |
| 167.   | 19     | 2004 BMW M3 (E46)                  | US$11,000         | US$11,000         | US$13,447            | US$18,500        | +US$5,053        | 33       | 2019. szeptember 17. |
| 170.   | 20     | 1965 Volvo Amazon 122S             | US$4,000          | US$3,500          | US$4,281             | US$6,500         | +US$2,219        | TBC      | 2019. szeptember 24. |
| 171.   | 21     | 1992 Ford Bronco XLT               | US$10,000         | US$10,000         | US$10,925            | US$14,000        | +US$3,075        | TBC      | 2019. október 1.     |
| 166.   | 22     | 1971 Fiat 124 Sport Spider         | US$5,000          | US$4,800          | US$5,996.95          | US$12,000        | +US$6,003.05     | 28       | 2019. október 8.     |
| 172.   | 23     | 1973 Toyota Celica ST              | US$5,000          | US$4,500          | US$11,550            | US$12,000        | +US$450          | 54       | 2019. október 15.    |
| 173.   | 24     | 2002 Mercedes Benz E 55 AMG (W210) | US$4,000          | US$4,000          | US$6,908             | US$7,500         | +US$592          | 21       | 2019. október 22.    |
| 174.   | 25     | 1985 Merkur XR4Ti                  | US$4,000          | US$4,000          | US$6,750             | US$7,500         | +US$750          | 17       | 2019. október 29.    |
| 168.   | 26     | 1985 Toyota Land Cruiser FJ60      | US$13,250         | US$12,500         | US$15,280            | US$16,000        | +US$720          | 24       | 2019. november 5.    |

#### Autók típusai
15.évad – 1.rész
- 1976 Mercury Capri Mk2. En
- 1991 Toyota MR2 Turbo. En
- 1995 Volvo 850 T-5R Wagon. En
- 1991 Alfa Romeo 164 L. En
- 1991 Lotus Elan M100. En
- 2002 Chevrolet Corvette C5 Z06. En
- 1984 Volkswagen Rabbit GTI. En
- 2004 Dodge Ram SRT-10. En

15.évad – 2.rész
- 2000 Porsche 911/996 Convertible. En
- 1970 Volkswagen Fastback (Type 3). En
- 1971 Chevrolet C-10 Truck. En
- 1985 Mazda RX-7 GSL-SE. En
- 1985 Mercedes-Benz 300TD. En
- 1974 Jensen-Healey. En
- 1965 Plymouth Barracuda. En

15.évad – 3.rész
- 2004 BMW M3 (E46). En
- 1965 Volvo Amazon 122S. En
- 1992 Ford Bronco XLT. En
- 1971 Fiat 124 Sport Spider. En
- 1973 Toyota Celica ST. En
- 2002 Mercedes Benz E 55 AMG (W210). En
- 1985 Merkur XR4Ti. En
- 1985 Toyota Land Cruiser FJ60. En

### 16.évad (2020-2021)

#### Autók
| No.    | Epizód | Autómárka                              | Költségvetés | Vételár   | Végső Költség | A kért ár | Profit/veszteség | Munkaóra | Eredeti premier      |
| 1.rész | 1.rész | 1.rész                                 | 1.rész       | 1.rész    | 1.rész        | 1.rész    | 1.rész           | 1.rész   | 1.rész               |
| ------ | ------ | -------------------------------------- | ------------ | --------- | ------------- | --------- | ---------------- | -------- | -------------------- |
| 175.   | 8      | 1969 Datsun Sports 2000                | US$9,000     | US$8,500  | US$12,395     | US$14,000 | +US$1,605        | TBC      | 2020. augusztus 31.  |
| 176.   | 3      | 2001 Audi S4 Avant Turbo               | US$8,000     | US$7,000  | US$7,685      | US$12,250 | +US$4,565        | TBC      | 2020. szeptember 7.  |
| 177.   | 4      | 2001 Saab 9-3 Viggen                   | US$4,500     | US$4,500  | US$7,002      | US$7,500  | +US$498          | TBC      | 2020. szeptember 14. |
| 178.   | 7      | 2006 Porsche Cayenne Turbo S           | US$9,500     | US$9,500  | US$10,521     | US$15,000 | +US$4,479        | TBC      | 2020. szeptember 21. |
| 179.   | 1      | 2004 Mazdaspeed MX-5                   | US$7,300     | US$6,500  | US$8,869      | US$9,500  | +US$631          | TBC      | 2020. szeptember 28. |
| 180.   | 5      | 1979 Jeep CJ-7 Levi Edition            | US$7,800     | US$7,000  | US$15,698     | US$20,000 | +US$4,302        | TBC      | 2020. október 5.     |
| 181.   | 6      | 1991 Nissan 300ZX Twin Turbo           | US$13,500    | US$12,800 | US$13,179     | US$15,000 | +US$1,821        | TBC      | 2020. október 12.    |
| 2.rész |        |                                        |              |           |               |           |                  |          |                      |
| 182.   | 9      | 1974 Fiat X1/9                         | US$5,500     | US$5,500  | US$7,182      | US$8,000  | +US$818          | 23       | 2021. január 4.      |
| 183.   | 11     | 1964 Triumph TR4                       | US$6,800     | US$6,800  | US$12,305     | US$16,500 | +US$4,195        | 40       | 2021. január 11.     |
| 184.   | 14     | 1968 International Harvester Travelall | US$15,000    | US$14,500 | US$16,806     | US$18,000 | +US$1,194        | 28       | 2021. január 18.     |
| 185.   | 10     | 1999 BMW Z3 M Roadster                 | US$17,900    | US$17,900 | US$19,237     | US$22,500 | +US$3,263        | 28       | 2021. január 25.     |
| 186.   | 2      | 1979 Triumph TR7                       | US$2,600     | US$2,000  | US$3,103      | US$6,000  | +US$2,897        | 15       | 2021. február 1.     |
| 187.   | 13     | 1965 Dodge Coronet 500                 | US$17,500    | US$16,500 | US$19,490     | US$19,500 | +US$10           | 27       | 2021. február 8.     |
| 188.   | 12     | 1976 Land Rover Series III             | US$15,000    | US$13,500 | US$17,259     | US$23,000 | +US$5,741        | 16       | 2021. február 15.    |

#### Autók típusai
16.évad – 1.rész
- 1969 Datsun Sports 2000. En
- 2001 Audi S4 Avant Turbo. En
- 2001 Saab 9-3 Viggen. En
- 2006 Porsche Cayenne Turbo S. En
- 2004 Mazdaspeed MX-5. En
- 1979 Jeep CJ-7 Levi Edition. En
- 1991 Nissan 300ZX Twin Turbo. En

16.évad – 2.rész
- 1974 Fiat X1/9. En
- 1964 Triumph TR4. En
- 1968 International Harvester Travelall. En
- 1999 BMW Z3 M Roadster. En
- 1979 Triumph TR7. En
- 1965 Dodge Coronet 500. En
- 1976 Land Rover Series III. En

### 17.évad (2021-2022)

#### Autók
| No.    | Epizód | Autómárka                                           | Költségvetés | Vételár | Végső Költség | A kért ár | Profit/veszteség | Munkaóra | Eredeti premier      |
| 1.rész | 1.rész | 1.rész                                              | 1.rész       | 1.rész  | 1.rész        | 1.rész    | 1.rész           | 1.rész   | 1.rész               |
| ------ | ------ | --------------------------------------------------- | ------------ | ------- | ------------- | --------- | ---------------- | -------- | -------------------- |
| 189.   | 1      | 1965 Austin Mini 850 (Mark 1)                       | £10,000      | £10,000 | £11,896       | £14,000   | +£2,104          | TBC      | 2021. augusztus 30.  |
| 190.   | 2      | 1992 TVR Griffith 430                               | £18,995      | £15,000 | £16,749       | £22,000   | +£5,251          | TBC      | 2021. szeptember 6.  |
| 191.   | 3      | 1997 Fiat Coupé 20V Turbo                           | £3,000       | £2,750  | £3,710        | £6,000    | +£2,290          | TBC      | 2021. szeptember 13. |
| 192.   | 4      | 1963 Bedford CA Dormobile                           | £4,500       | £4,500  | £10,182       | £11,500   | +£1,318          | TBC      | 2021. szeptember 20. |
| 193.   | 5      | 1963 Land Rover Series I                            | £16,000      | £16,000 | £25,310       | £35,000   | +£9,690          | TBC      | 2021. szeptember 27. |
| 194.   | 6      | 2006 Porsche 997 Carrera 2                          | £15,000      | £15,000 | £20,805       | £26,000   | +£5,195          | TBC      | 2021. október 4.     |
| 195.   | 7      | 1976 Jaguar XJ6 Series 2 4.2                        | £5,000       | £5,000  | £7,314        | £8,000    | +£686            | TBC      | 2021. október 11.    |
| 196.   | 8      | 1987 Renault 5 GT Turbo                             | £6,000       | £6,000  | £7,796        | £11,000   | +3,204           | TBC      | 2021. október 18.    |
| 197.   | 9      | 2001 Mitsubishi Lancer Evolution VII                | £6,750       | £6,750  | £12,497       | £15,000   | +£2,503          | TBC      | 2021. október 25.    |
| 198.   | 10     | 2003 Volkswagen Golf Mk3.5 Cabriolet Colour Concept | £1,500       | £1,350  | £2,676        | £3,100    | +£424            | TBC      | 2021. november 1.    |
| 2.rész |        |                                                     |              |         |               |           |                  |          |                      |
| 199.   | 1      | 1989 Ford Escort XR3i convertible                   | £3,500       | £3,500  | £5,257        | £7,500    | +£2,243          | TBC      | 2022. szeptember 12. |
| 200.   | 2      | 2003 Mercedes-Benz SL55 AMG                         | £10,000      | £9,500  | £12,626       | £14,500   | +£1,874          | TBC      | 2022. szeptember 19. |
| 201.   | 3      | 1984 Vauxhall Astra GTE                             | £7,000       | £7,000  | £11,580       | £20,500   | +£8,920          | TBC      | 2022. szeptember 26. |
| 202.   | 4      | 2006 BMW 335i                                       | £5,000       | £4,500  | £9,930        | N/A       | N/A              | TBC      | 2022. október 3.     |
| 203.   | 5      | 1963 Fiat 600                                       | £5,750       | £5,000  | £8,491        | £10,000   | +£1,509          | TBC      | 2022. október 10.    |
| 204.   | 6      | 2002 Jaguar S-Type R                                | £3,500       | £2,950  | £3,654        | £4,350    | +£696            | TBC      | 2022. október 17.    |
| 205.   | 7      | 1974 Ford Transit Mk1                               | £11,500      | £11,500 | £13,115       | £15,000   | +£1,885          | TBC      | 2022. október 24.    |
| 206.   | 8      | 1991 Mitsubishi Shogun                              | £4,500       | £3,800  | £5,383        | £5,995    | +£612            | TBC      | 2022. október 31.    |
| 207.   | 9      | 1969 Lotus Europa                                   | £18,000      | £16,500 | £19,558       | £22,500   | +£2,942          | TBC      | 2022. november 7.    |
| 208.   | 10     | 1967 MGB Roadster                                   | £12,000      | £11,000 | £13,296       | £15,000   | +£1,704          | TBC      | 2022. november 14.   |

#### Autók típusai
17.évad – 1.rész
- 1965 Austin Mini 850 (Mark 1). En
- 1992 TVR Griffith 430. En
- 1997 Fiat Coupé 20V Turbo. En
- 1963 Bedford CA Dormobile. En
- 1963 Land Rover Series I. En
- 2006 Porsche 997 Carrera 2. En
- 1976 Jaguar XJ6 Series 2 4.2. En
- 1987 Renault 5 GT Turbo. En
- 2001 Mitsubishi Lancer Evolution VII. En
- 2003 Volkswagen Golf Mk3.5 Cabriolet Colour Concept. En

17.évad – 2.rész
- 1989 Ford Escort XR3i convertible. En
- 2003 Mercedes-Benz SL55 AMG. En
- 1984 Vauxhall Astra GTE. En
- 2006 BMW 335i. En
- 1963 Fiat 600. En
- 2002 Jaguar S-Type R. En
- 1974 Ford Transit Mk1. En
- 1991 Mitsubishi Shogun. En
- 1969 Lotus Europa. En
- 1967 MGB Roadster. En

### 18.évad (2023)

#### Autók
| No.    | Epizód | Autómárka                            | Költségvetés    | Vételár         | Végső Költség | A kért ár | Profit/veszteség | Munkaóra | Eredeti premier    |
| 1.rész | 1.rész | 1.rész                               | 1.rész          | 1.rész          | 1.rész        | 1.rész    | 1.rész           | 1.rész   | 1.rész             |
| ------ | ------ | ------------------------------------ | --------------- | --------------- | ------------- | --------- | ---------------- | -------- | ------------------ |
| 209.   | 1      | 1979 Triumph Dolomite Sprint         | £8,000          | £6,250          | £9,812        | £13,750   | +£3,938          | TBC      | 2023. április 10.  |
| 210.   | 2      | 1981 Porsche 911 3.0 SC              | £27,000         | £27,000         | £32,290       | £36,000   | +£3,710          | TBC      | 2023. március 27.  |
| 211.   | 3      | 1976 Austin Allegro Vanden Plas 1500 | £1,500          | £1,500          | £2,811        | £3,000    | +£189            | TBC      | 2023. április 3.   |
| 212.   | 4      | 2005 Maserati 4200 GT                | £9,995          | £9,500          | £11,373       | £12,000   | +£627            | TBC      | 2023. április 10.  |
| 213.   | 5      | 1980 Rolls-Royce Silver Spirit       | £6,500          | £4,000          | £4,661        | £5,900    | +£1,239          | TBC      | 2023. április 17.  |
| 214.   | 6      | Toyota Land Cruiser                  | £16,000         | £20,400         | £22,790       | £26,000   | +£3,210          | TBC      | 2023. április 24.  |
| 215.   | 7      | 1991 Volvo 240                       | £3,000          | £2,300          | £2,884        | £4,000    | +£1,116          | TBC      | 2023. május 1.     |
| 215.   | 8      | Ford Focus ST                        | £2,795          | £2,795          | £4,435        | £6,000    | +£1,565          | TBC      | 2023. május 8.     |
| 217.   | 9      | Audi S2 Coupe 2.2E                   | £4,700          | £3,500          | £5,600        | £6,000    | +£400            | TBC      | 2023. május 15.    |
| 218.   | 10     | Volkswagen Corrado                   | £8,000          | £6,750          | £8,170        | £9,700    | +£1,530          | TBC      | 2023. május 22.    |
| 2.rész |        |                                      |                 |                 |               |           |                  |          |                    |
| 219.   | 1      | 1979 Ford Fiesta 1300S Mk1           | £4,000          | £4,000          | £11,201       | N/A       | N/A              | TBC      | 2023. október 16.  |
| 220.   | 2      | 1992 Peugeot 205 Rallye              | £2,500          | £2,850          | £7,938        | £12,500   | +£4,562          | TBC      | 2023. október 23.  |
| 221.   | 3      | 1989 Saab 900 Turbo Convertible      | £7,500          | £6,500          | £7,489        | £8,400    | +£911            | TBC      | 2023. október 30.  |
| 222.   | 4      | 2014 Subaru BRZ                      | £9,000          | £8,500          | £14,339       | £15,500   | +£1,161          | TBC      | 2023. november 6.  |
| 223.   | 5      | 1997 Land Rover Discovery            | £4,500          | £4,250          | £7,350        | £9,800    | +£2,450          | TBC      | 2023. november 13. |
| 224.   | 6      | 2004 Audi RS 6                       | £12,500         | £12,500         | £14,105       | £15,700   | +£1,595          | TBC      | 2023. november 20. |
| 225.   | 7      | 1985 Ford P100                       | £8,000          | £8,000          | £8,617        | £10,000   | +£1,383          | TBC      | 2023. november 27. |
| 225.   | 8      | 2000 Alfa Romeo GTV                  | £2,710          | £2,000          | £4,376        | £5,000    | +£624            | TBC      | 2023. december 4.  |
| 226.   | 9      | 1984 Caterham 7                      | £4,000          | £4,000          | £10,322       | £17,500   | +£7,178          | TBC      | 2023. december 18. |
| 227.   | 10     | 1990 Peugeot 405 Mi16                | €8,000 (£6,950) | €6,500 (£5,700) | £7,662        | £20,000   | +£12,338         | TBC      | 2023. december 25. |

#### Autók típusai
18.évad – 1.rész
- 1979 Triumph Dolomite Sprint. En
- 1981 Porsche 911 3.0 SC. En
- 1976 Austin Allegro Vanden Plas 1500. En
- 2005 Maserati 4200 GT. En
- 1980 Rolls-Royce Silver Spirit. En
- Toyota Land Cruiser. En
- 1991 Volvo 940. En
- Ford Focus ST. En
- Audi S2 Coupe 2.2E. En
- Volkswagen Corrado. En

18.évad – 2.rész
- 1979 Ford Fiesta 1300S Mk1. En
- 1992 Peugeot 205 Rallye. En
- 1989 Saab 900 Turbo Convertible. En
- 2014 Subaru BRZ. En

### Speciális évad
| Évad | Epizód | Eredeti cím                       | Magyar cím | Eredeti premier   |
| ---- | ------ | --------------------------------- | ---------- | ----------------- |
| 10   | 0      | Top Five: 80's Icons              |            | 2013. június 5.   |
| 10   | 13     | Top 5: Performance Cars           |            | 2013. június 23.  |
| 10   | ?      | Top 5: American Icons             |            |                   |
| 10   | ?      | Top 5: Micro Cars                 |            |                   |
| 10   | ?      | Top 5: Viewer's Choice            |            |                   |
| 11   | 0      | Top 10: Edd-Aches                 |            | 2014. július 30.  |
| 11   | 15     | Archive Show                      |            | 2014. október 6.  |
| 11   | ?      | Best of Wheeler Dealers           |            | ?                 |
| 12   | 0      | Best of Wheeler Dealers Season 11 |            | 2015. március 15. |
| 12   | 9      | Best of the US                    |            | 2015. május 18.   |
| 12   | 10     | Best of the UK                    |            | ?                 |
| 12   |        | Best of the U.S.A.                |            | ?                 |
|      |        |                                   |            |                   |
|      |        |                                   |            |                   |
|      |        |                                   |            |                   |
|      |        |                                   |            |                   |

## Fordítás
Ez a szócikk részben vagy egészben  a   List of Wheeler Dealers episodes című angol Wikipédia-szócikk fordításán alapul.  Az eredeti cikk szerkesztőit annak laptörténete sorolja fel. Ez a jelzés csupán a megfogalmazás eredetét és a szerzői jogokat jelzi, nem szolgál a cikkben szereplő információk forrásmegjelöléseként.